# Jean Boisselier
Jean Boisselier (Parigi, 26 agosto 1912 – Parigi, 29 febbraio 1996) è stato un archeologo francese specializzato nell'Asia sud-orientale, ed in particolare nell'arte khmer.

## Biografia
Studia all'École des beaux-arts, divenendo in seguito professore di disegno. Nel 1940 è fatto prigioniero come ufficiale di complemento dell'esercito francese. Dopo il suo ritorno dalla prigionia, nel 1945, segue i corsi di Philippe Stern alla École du Louvre, dove si diploma discutendo una tesi sullo sviluppo della scultura khmer.
Parte per la Cambogia nel 1949 sotto la guida di Henri Marchal. Resterà a lavorare ad Angkor fino al 1950, quando è nominato direttore del Museo di Phnom Penh. Dal 1953 diventa anche il responsabile dei restauri di Angkor.
Nel 1955, dopo la fine del dominio coloniale francese in Indocina, si trasferisce in Thailandia, dove inizia una serie di studi sulla pittura di quel paese, e sulla cultura del periodo di Dvaravati.
Ritornato in Francia, entra nel Centre National de la Recherche Scientifique (CNRS), dove succede al posto di Pierre Dupont. Partecipa a campagne di scavo in siti della Thailandia e di Sri Lanka.

## Opere (selezione)
- «Garuda dans l'art khmer», Bulletin de l'École française d'Extrême-Orient, 44, n. 1, 1950, pp. 55-88;
- «Ben Mala et la chronologie des monuments du style d'Angkor Vat», Bulletin de l'École française d'Extrême-Orient, 46, n. 1, 1952, pp. 187-238;
- La statuaire khmère et son évolution. Saigon, École française d'Extrême-Orient, 1955;
- Tendances de l'Art khmer. Commentaires sur 24 chefs-d'œuvre du Musée de Phnom Penh. Paris, Presses Universitaires de France, 1956;
- La statuaire du Champa. Recherches sur les cultes et l'iconographie. Paris, École française d'Extrême-Orient, 1963;
- Asie du Sud-Est: I. Le Cambodge. Paris, Picard, 1966;
- «Notes sur l'art du bronze dans l'ancien Cambodge», Artibus Asiae, 29, n. 4, 1967, pp. 275-334;
- La sculpture en Thaïlande. Fribourg, Office du Livre 1974;
- (con Jean-Michel Beurdeley) La peinture en Thaïlande. Fribourg, Office du livre, 1976;
- «Travaux de la Mission archéologique française en Thaïlande (juillet-novembre 1966)», Arts Asiatiques, 25, 1972, pp. 27-90;
- Il Sud-Est asiatico. Torino, UTET, 1986.
- La sagesse du Bouddha, coll. «Découvertes Gallimard●Religions» (nº 194), Paris, Gallimard, 192 p., 1993.
  - Buddha: saggezza e illuminazione, coll. «Universale Electa/Gallimard●Storia e civiltà» (nº 48), Trieste, Electa/Gallimard, 192 p., 1994.